# Idiocera (Idiocera) mashonensis
Idiocera (Idiocera) mashonensis is een tweevleugelige uit de familie steltmuggen (Limoniidae). De soort komt voor in het Afrotropisch gebied.